# Puchar Chin w piłce nożnej (2005)
Puchar Chin w piłce nożnej mężczyzn 2005 – rozgrywki mające na celu wyłonienie zdobywcy Pucharu Chin, który zakwalifikuje się tym samym do Azjatyckiej Ligi Mistrzów. Po raz drugi w historii tytuł zdobyła drużyna Dalian Shide.
Rozgrywki składały się z 5 rund:
- 12 meczów pierwszej rundy,
- 8 dwumeczów drugiej rundy,
- dwumeczów 1/4 finału,
- dwumeczów 1/2 finału,
- meczu finałowego.

## Pierwsza runda
Mecze odbyły się 26 marca 2005.
| L.p. | Gospodarze                | Wynik        | Goście                            |
| ---- | ------------------------- | ------------ | --------------------------------- |
| 1    | Dalian Shide              | 3-0          | Yanbian FC                        |
| 2    | Liaoning FC               | 0-0          | Harbin Guoli                      |
| 3    | Xiamen Blue Lions         | 2-0          | Jiangsu Sainty                    |
| 4    | Guangzhou Sunray Cave     | 2-0          | Changchun City Evening News Yatai |
| 5    | Inter Shanghai            | 1-0          | Chengdu Wuniu                     |
| 6    | Hunan Xiangjun            | 2-0          | Shenyang Ginde                    |
| 7    | Beijing Hyundai           | 1-0          | Nanjing Changling                 |
| 8    | Zhejiang Babei Greentown  | 1-1 (k. 7-6) | Chongqing Lifan                   |
| 9    | Tianjin Master Kong       | 4-4 (k. 3-4) | Qingdao Hisense                   |
| 10   | Qingdao Jonoon            | 0-0 (k. 3-4) | Dalian Changbo                    |
| 11   | Wuhan Tianlong Huanghelou | 2-1          | Shanghai Jiucheng                 |
| 12   | Shanghai Zobon City       | 2-3          | Henan Construction                |

## Druga runda
Pierwsze mecze odbyły się 18 czerwca 2005, zaś rewanże 25 i 26 czerwca 2005.
| L.p. | Gospodarze               | Wynik pierwszego meczu | Wynik drugiego meczu | Goście                    |
| ---- | ------------------------ | ---------------------- | -------------------- | ------------------------- |
| 1    | Zhejiang Babei Greentown | 2-2                    | 0-0                  | Shanghai Shenhua          |
| 2    | Henan Construction       | 1-0                    | 0-4                  | Shenzhen Jianlibao        |
| 3    | Qingdao Hisense          | 1-3                    | 0-5                  | Dalian Shide              |
| 4    | Liaoning Zhongyu         | 1-0                    | 2-0                  | Dalian Changbo            |
| 5    | Guangzhou Sunray Cave    | 1-2                    | 2-5                  | Shandong Luneng Taishan   |
| 6    | Beijing Hyundai          | 1-0                    | 1-1                  | Wuhan Tianlong Huanghelou |
| 7    | Xiamen Blue Lions        | 3-0                    | 3-6                  | Sichuan Guancheng         |
| 8    | Inter Shanghai           | 5-1                    | 4-0                  | Hunan Xiangjun            |

## Ćwierćfinały
Pierwsze mecze odbyły się 24 lipca i 10 sierpnia 2005, zaś rewanże 10 sierpnia i 7 września 2005.
| L.p. | Gospodarze       | Wynik pierwszego meczu | Wynik drugiego meczu | Goście                  |
| ---- | ---------------- | ---------------------- | -------------------- | ----------------------- |
| 1    | Dalian Shide     | 6-2                    | 0-1                  | Shenzhen Jianlibao      |
| 2    | Liaoning Zhongyu | 0-1                    | 1-2                  | Xiamen Blue Lions       |
| 3    | Beijing Hyundai  | 2-0                    | 1-2                  | Shanghai Shenhua        |
| 4    | Inter Shanghai   | 1-2                    | 2-2                  | Shandong Luneng Taishan |

## Półfinały
Pierwsze mecze odbyły się 2 października 2015, zaś rewanże 5 października 2005.
| L.p. | Gospodarze      | Wynik pierwszego meczu | Wynik drugiego meczu | Goście                  |
| ---- | --------------- | ---------------------- | -------------------- | ----------------------- |
| 1    | Beijing Hyundai | 1-3                    | 3-4                  | Shandong Luneng Taishan |
| 2    | Dalian Shide    | 1-1                    | 5-0                  | Xiamen Blue Lions       |

## Finał
| 20 listopada 2005 14:00 | Shandong Luneng Taishan | 0 – 1(0-0) | Dalian Shide · Ma Shuai 70' | TEDA Football Stadium, Tiencin Sędzia: Chaiwat Kunsuta |
|                         |                         |            |                             |                                                        |

| Shandong | Dalian |

| Shandong:          |    |                   |       |     |
|                    |    |                   |       |     |
| BR                 | 22 | Yang Cheng        |       |     |
| OB                 | 25 | Jiao Zhe          |       |     |
| OB                 | 5  | Shu Chang         |       |     |
| OB                 | 14 | Yuan Weiwei       |       |     |
| OB                 | 3  | Wang Chao         |       |     |
| PO                 | 16 | Gao Yao           |       |     |
| PO                 | 20 | Cui Peng          |       | 76' |
| PO                 | 18 | Zhou Haibin       |       |     |
| PO                 | 30 | Wang Yongpo       |       | 67' |
| NA                 | 28 | Ionel Dănciulescu |       |     |
| NA                 | 6  | Han Peng          | 90+3' |     |
| Substitutes:       |    |                   |       |     |
| PO                 | 8  | Li Xiaopeng       |       | 67' |
| PO                 | 24 | Lü Zheng          |       | 76' |
| Trener:            |    |                   |       |     |
| Ljubiša Tumbaković |    |                   |       |     |

| Dalian:           |    |                  |  |     |
|                   |    |                  |  |     |
| BR                | 1  | Chen Dong        |  |     |
| OB                | 12 | Wang Sheng       |  |     |
| OB                | 5  | Feng Xiaoting    |  |     |
| OB                | 16 | Ji Mingyi        |  |     |
| OB                | 3  | Adilson          |  |     |
| PO                | 14 | Hu Zhaojun       |  | 46' |
| PO                | 4  | Zhai Yanpeng     |  | 90' |
| PO                | 13 | Quan Lei         |  |     |
| PO                | 9  | Zoran Janković   |  |     |
| PO                | 10 | Miodrag Pantelić |  |     |
| NA                | 8  | Zhu Ting         |  | 63' |
| Zmiany:           |    |                  |  |     |
| PO                | 6  | Li Ming          |  | 46' |
| PO                | 7  | Zhao Xuri        |  | 90' |
| NA                | 19 | Ma Shuai         |  | 63' |
| Trener:           |    |                  |  |     |
| Vladimir Petrović |    |                  |  |     |